# 施托尔特比尔
施托尔特比尔（德語：Stoltebüll）是德国石勒苏益格－荷尔斯泰因州的一个市镇。总面积16.40平方公里，总人口806人，其中男性406人，女性400人（2011年12月31日），人口密度49人/平方公里。